# Yerbas Buenas
Yerbas Buenas är en kommun i Chile.   Den ligger i provinsen Provincia de Linares och regionen Región del Maule, i den södra delen av landet, 260 km söder om huvudstaden Santiago de Chile.
Trakten runt Yerbas Buenas består till största delen av jordbruksmark. Runt Yerbas Buenas är det ganska tätbefolkat, med 75 invånare per kvadratkilometer.